# Ctenopoma nebulosum
Ctenopoma nebulosum — тропічний прісноводний вид лабіринтових риб (Anabantiformes) з родини анабасових (Anabantidae).
Видова назва походить від латинського nebulosus, що означає «похмурий», мається на увазі брудно-темне забарвлення цього виду.
Ctenopoma nebulosum належить до групи видів C. petherici, разом із C. kingsleyae та C. petherici вона утворює комплекс тісно пов'язаних видів, найтіснішу спорідненість виявляє з C. kingsleyae.

## Опис
Це дрібна анабантида, максимальний відомий розмір — 96,5 мм стандартної (без хвостового плавця) довжини (самець).
Як і інші представники групи видів C. petherici, відзначається відносно високим тілом, співвідношення стандартної довжини та висоти тіла становить 2,3-2,7. Хвостове стебло дуже коротке або й взагалі відсутнє. Тіло майже овальне в перетині. Контактний орган на хвості в досліджених зразків відсутній або дуже слабко розвинений. Анальний отвір знаходиться прямо перед першим променем анального плавця.
Голова загострена в напрямку рила, але кінець морди округлий. Щелепи трохи виступають, мають по краю ряд вигнутих всередину зубів, далі йдуть щільні поля менших конічних зубчиків. Бічна лінія добре розвинена, на тілі вона складається з верхньої та нижньої частин, на голові включає одну пору в міжокулярному просторі. Міжорбітальна відстань у 3,2-3,7 рази менша за довжину голови. На морді присутні парні ніздрі, передні з яких з короткими трубками.
Зяброві кришки поділені на дві частини глибокою щілиною, на їхньому задньому краї сидять 2-5 шипів над вирізом та ще 2-4 під ним. Міжкришкова кістка також має зубчики, підкришкова та передкришкова кістки рідко бувають зазублені. 9-10 дуже маленьких зябрових тичинок. Як і інші представники родини, C. nebulosum має лабіринтовий орган, але він істотно менший за розміром і простіший за структурою, складається лише з однієї розгорнутої (без складок) пластини, яка посередині заходить у надзяброву порожнину. Остання в C. nebulosum також менша.
Має 16 основних променів у хвостовому плавці. В спинному плавці 16-18 твердих і 8-10 м'яких променів, в анальному 9-10 твердих і 9-11 м'яких. М'якопроменеві частини спинного та анального плавців зазвичай закруглені, в розкритому стані вони не щільно прилягають до хвостового плавця. Черевні плавці короткі, сягають або трохи не доходять до початку анального плавця.
Тіло вкрите ктеноїдними лусками, однорідними за розміром та формою. 25-29 лусок у бічному ряді, 16-19 пористих лусок у верхній бічній лінії й 9-12 у нижній бічній лінії, 3-4 луски над переднім кінцем верхньої бічної лінії, 3,5-4,5 над заднім кінцем верхньої бічної лінії, 8-9 нижче бічної лінії. 10-16 лусок на зябровій кришці. Дрібні лусочки вкривають основи хвостового та м'якопроменевих частин спинного й анального плавців. 24-26 хребців.
Дорослі самці відразу за орбітами очей та прямо перед основою хвостового плавця мають плями колючих лусок.
Дорослі C. nebulosum забарвленням практично не відрізняються від молодих C. kingsleyae і C. petherici. Забарвлення тіла та голови в законсервованих у спирті зразків темно-коричневе, часто порушене випадково розташованими світло-коричневими плямами, які утворюють щось на кшталт слабкого мармурового малюнку. Бліде цяткування зазвичай найбільш виразне уздовж основ спинного та анального плавців. Біля основи хвостового плавця розташована характерна темна пляма. Черево та горло світло-коричневі й можуть бути вкритими темними цятками і/або кількома нерегулярно розташованими темними смугами. Нижня щелепа позначена темно-коричневою лінією. Деякі зразки мають бліду вузьку вертикальну смугу, що тягнеться від основи спинного плавця до основи черевних плавців, а ще темні смужки, що променями проходять за очима. Основне забарвлення тіла поширюється на спинний, анальний та хвостовий плавці, але їхні краї зазвичай лишаються прозорими. Черевні плавці завжди мають темну пігментацію.

## Поширення
Ctenopoma nebulosum відома тільки з південно-східної Нігерії, а саме з річок Сомбрейро (англ. Sombreiro), Імо (англ. Imo), Нью-Калабар (англ. New Calabar) в дельті Нігера та з нижньої течії річки Крос. Ендемік цього невеличкого регіону. Територія поширення Ctenopoma nebulosum оцінюється в 2983 км², а загальна площа місцевостей, де був засвідчений вид, — у 28 км². Інформація про чисельність C. nebulosum в дикій природі відсутня.
Якщо брати до уваги споріднені види, Ctenopoma nebulosum зустрічається симпатрично лише з C. kingsleyae, хоча, мабуть, не синтопично, воліючи інших мікросередовищ існування. Очевидно обмежується проточними лісовими водоймами. Найбільш характерними видами, зібраними разом з C. nebulosum, були Brienomyrus brachyistius з родини Мормірові та Polycentropsis abbreviata з родини Нандові.

## Спосіб життя
Ця дрібна анабантида зустрічається в прісноводних річках та ставках. Була знайдена тільки в проточних водоймах, а не в болотах або стоячих водоймах, як більшість її родичів. Редукція надзябрового лабіринтового органу цілком може бути пов'язана з умовами проживання в цих загалом більш насичених киснем середовищах існування. Ctenopoma nebulosum зазвичай зустрічається в рукавах шириною 10 і більше метрів та глибиною 1-2 м. Дно складається з дрібного піску, шару мертвого листя та мулу органічного походження з окремими рослинними фрагментами. Береги з твердої глини. Показник pH зазвичай у межах 4,5-6, провідність низька (15-30 мкСм), прозорість висока. Більшість зразків ловили біля берегів, серед густого шару плавучих рослин.